# Planting Peace
Planting Peace — некоммерческая гуманитарная организация, созданная с целью «распространения мира в этом вредоносном мире» (англ. spreading peace in a hurting world). Организация действует сразу в нескольких странах и по нескольким направлениям, включая поддержку детских домов на Гаити и в Индии, лечение заболеваний, вызываемых гельминтами, охрану дождевых лесов, противодействие буллингу. В 2007 году основатель организации Аарон Джексон (англ. Aaron Jackson) был удостоен звания героя CNN за помощь в осуществлении дегельминтизации миллионов детей на Гаити. В марте 2013 года Planting Peace открыла «Дом равенства» (англ. Equality House), который получил международную известность. Этот одноэтажный дом с окрашенными в цвета радуги наружными стенами расположен на улице в городе Топика (штат Канзас, США) прямо напротив Баптистской церкви Вестборо — организации, известной крайне негативным отношением к ЛГБТ. В 2016 году члены Planting Peace прошли с радужным флагом по Антарктиде, чтобы «символически объявить о том, что все лесбиянки, геи, бисексуалы и трансгендерные люди, посещающие Антарктиду или живущие там, обладают всеми правами человека».

## История

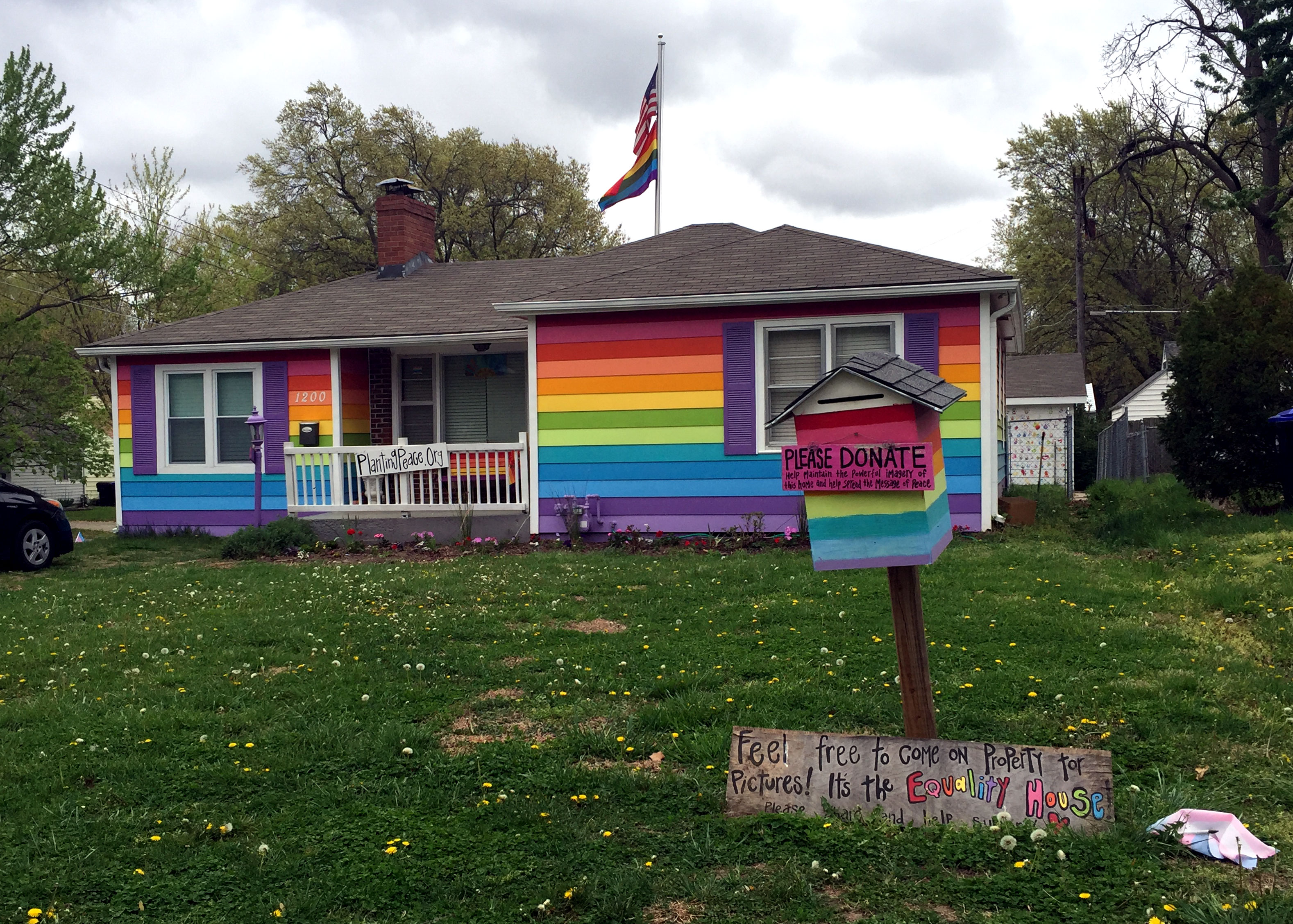
«Дом равенства»

Организация была основана в 2003 году Аароном Джексоном (США) и Джоном Льюисом Дьюбоном (John Louis Dieubon) (Гаити). Незадолго до того Джексон побывал на Гаити, увидел, в каких условиях приходится жить многим гаитянским детям, особенно сиротам и бездомным, и решил создавать приюты для них. Первый приют на семь детей был открыт в 2004 году в Порт-о-Пренсе. В 2013 году у Planting Peace было четыре детских дома на Гаити и два в Индии. На Гаити серьёзной проблемой являются инфекционные и паразитарные заболевания детей, в том числе вызываемые гельминтами; с 2005 года Джексон и возглавляемая им организация способствуют тому, чтобы дегельминтизация и другое лечение этих заболеваний были доступны для малолетних гаитянцев и для детей из других развивающихся стран, страдающих от подобных проблем. К 2013 году Planting Peace поспособствовала оказанию такой помощи более чем 13 миллионам детей из разных стран, включая Доминиканскую Республику, Судан, КНДР и Гаити.
В 2009 году организация приобрела 253 гектара дождевых лесов в Перу с целью их сохранения. Участники программы восстановления лесов Planting Peace высадили более миллиона деревьев моринга на Гаити.
В марте 2013 года Planting Peace открыла «Дом равенства» в городе Топика штата Канзас, а в июне 2016 года по соседству с ним — «Дом трансгендерных людей»; далее о них будет рассказано подробнее.
В апреле 2016 года Planting Peace разместила на рекламном щите в штате Миссисипи изображение Иисуса Христа, говорящего: «Парни, я говорил, что я ненавижу фиги, но сказал любить твоих соседей» (англ. Guys, I said I hate figs and to love thy neighbor). Это было сделано в знак протеста против принятия нового закона штата, разрешающего отказ в обслуживании представителей ЛГБТ по религиозным соображениям. В июне того же года Planting Peace купила ещё один дом, соседствующий с «Домом равенства», и раскрасила его в цвета флага трансгендерных людей. Этот дом предназначен для поддержки квир-сообщества.
В июле 2016 года организация разместила ещё один скандальный билборд. На нём были изображены целующиеся мужчины: Дональд Трамп и Тед Круз. Этот плакат был вывешен в городе Кливленд штата Огайо, где в то время проходил очередной национальный съезд Республиканской партии, на котором Трамп стал кандидатом в президенты США.
17 августа 2016 года Planting Peace впервые в истории отправила радужный прайд-флаг в стратосферу на высоту 21,1 мили (33,9 км), чтобы объявить космическое пространство дружественным к ЛГБТК. На своём сайте организация заявила, что «Главная цель этой декларации — поддержать продолжающуюся борьбу за фундаментальные человеческие права членов нашей ЛГБТК-семьи и приблизить всеобщее понимание того, что все люди достойны жить свободно и любить свободно, без страха и дискриминации».

## «Дом равенства»
В 2012 году Planting Peace купила дом в городе Топика штата Канзас, расположенный прямо напротив через улицу от здания Баптистской церкви Вестборо — организации, известной своим резко отрицательным и даже враждебным отношением к ЛГБТ-сообществу, возглавляемой Фредом Фелпсом и состоящей в основном из членов его большой семьи (около 40 человек в 2011 году, по их собственным данным).
Аарон Джексон нашёл объявление о продаже этого дома на интерактивной электронной карте Google Earth и купил его за 81 000 долларов США.
В марте 2013 года Planting Peace окрасила купленный дом снаружи в цвета радужного флага в честь прайд-символа ЛГБТ и назвала это здание «Домом равенства» (англ. Equality House), предназначенным для того, чтобы «служить ресурсным центром для всех анти-буллинговых инициатив Planting Peace и видимым напоминанием о том вкладе в дело всеобщего равенства, который мы, как глобальные граждане, сделали». В нём могли временно жить некоторые волонтёры организации, а с 2017 года там размещается главный офис Planting Peace.
Этот необычный дом привлёк внимание журналистов международных СМИ, в том числе журнала Time, газеты The Washington Post и телешоу Good Morning America. Доходы от коммерческой деятельности в «Доме равенства» идут на осуществление анти-буллинговой национальной программы Planting Peace, а само здание используется как клуб и гостевой дом для волонтёров. В июне 2013 года пятилетняя девочка устроила около «Дома равенства» лимонадный киоск и продавала «Розовый лимонад ради мира» (англ. Pink Lemonade for Peace), чтобы заработать немного денег для нужд мира и любви — это она решила противопоставить словам ненависти, раздающимся из соседней баптистской церкви. Кроме ругательств и проклятий, члены этой церкви вызвали полицию, посчитав незаконной такую торговлю лимонадом или даже всё мероприятие в радужном доме. Но девочка сумела выручить 400 долларов на месте и ещё тысячу долларов пожертвований через CrowdRise; все они поступили в Planting Peace. К сентябрю 2014 года объём пожертвований на нужды организации достиг 30 000 $.
Позднее в тот же месяц на газоне у «Дома равенства» сочеталась браком лесбийская пара из Алабамы. Это стало возможным после принятия Верховным судом США двух решений касательно однополых браков. Лесбиянок обвенчал баптистский священник, исполнительный директор Association of Welcoming and Affirming Baptists, в присутствии примерно сотни человек. Большую часть расходов на это мероприятие оплатили местные бизнесмены и Planting Peace. Соседняя Баптистская церковь Вестборо установила протестные вывески, но они не помешали свадебной процессии.
В октябре 2013 в «Доме равенства» прошло первое драг-шоу (англ. drag show), названное «Опусти нетерпимость» (англ. Drag Down Bigotry), на котором осуществлялся сбор пожертвований на осуществление программы защиты от травли с целью снижения уровня самоубийств среди ЛГБТ-подростков.
Первый день открытых дверей в «Доме равенства» прошёл в марте 2014 года. В годовщину этого события там же провели полнодневную вечеринку, а также выставку памятных вещей и биографий «Проект „Наследие“» (англ. Legacy Project), посвящённую деятелям, внёсшим значимый вклад в развитие ЛГБТ-сообщества. Было сделано памятная групповая фотография целующихся пар, названная «Поставь за мир» (англ. Plant one for Peace) и выражающая, по задумке авторов, сочувствие и сострадание.
В июне 2015 года около дома провели постановочную «гей-свадьбу» Гэндальфа и Дамблдора. Этот спектакль получили финансовую поддержку через CrowdRise после того, как церковь Вестборо написала в своём «Твиттере», что утроит пикетирование, если соседи организуют подобную церемонию заключения брака между мужчинами.
В октябре 2016 года «Дом равенства» подвергся вандализму и обстрелу: его наружные стены были расписаны оскорбительными гомофобными надписями, и в них даже обнаружили несколько пулевых пробоин. Эти граффити и следы от пуль были сохранены, и гостям дома предлагалось написать слова любви на той же стене с вандальскими надписями.

## «Дом трансгендерных людей»
Из-за вандализма и по другим причинам наружные стены «Дома равенства» приходилось регулярно перекрашивать. Перекраску решили сделать ежегодной и приурочить ко Дню памяти трансгендерных людей; незадолго до него стены раскрашивали в розовый, белый и голубой (цвета флага трансгендерных людей), а затем — снова в цвета радужного флага. Так было до 2016 года, когда восьмилетняя трансгендерная девочка Эвери Джексон (англ. Avery Jackson; не родственница Аарона Джексона), побывавшая в «Доме равенства» во время такой перекраски, решила, что нужно купить соседний дом и сделать его постоянным местом для трансгендерных людей. Она начала публичную кампанию по сбору средств для такой покупки, и уже в первые три часа удалось собрать почти две тысячи долларов. Основатель «Дома равенства» также поддержал её, сказав, что «Дом трансгендерных людей» станет ещё одним символом надежды для ЛГБТ-сообщества.
Эта затея удалась, соседний дом тоже стал собственностью организации Planting Peace и 26 июня 2016 он был окрашен в цвета флага трансгендерных людей и предназначен для них. Большую часть средств на этот проект выделили бизнесмен Мартин Дунн (Martin Dunn), президент компании Dunn Development corp, который сказал об этом: «если бы у меня был трансгендерный ребёнок, я бы хотел, чтоб было такое место, где его примут и прославят. До сих пор такого не было в этой стране, и это должно быть».